# Castello Aragonese (Tarent)

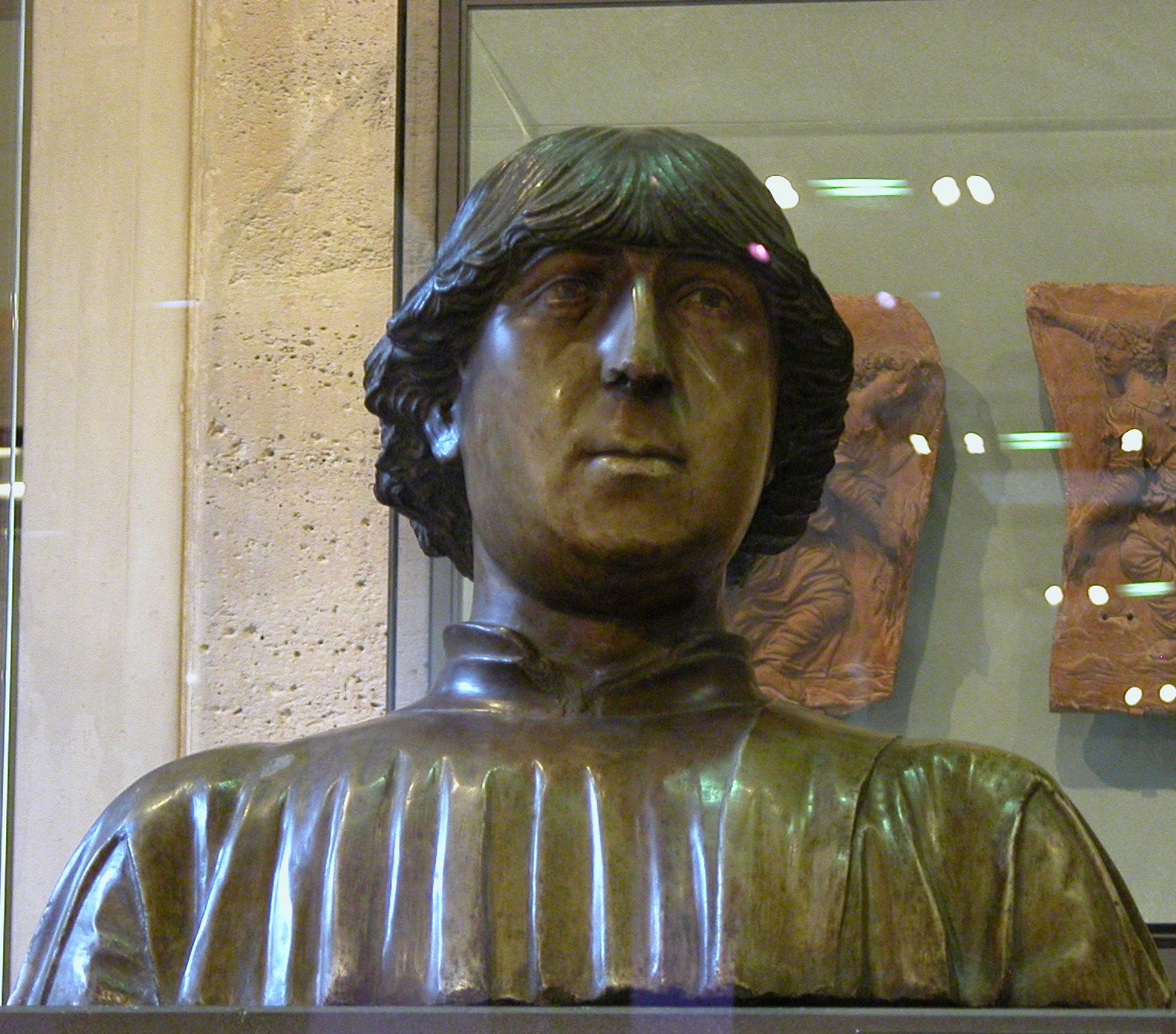
König Ferdinand I. von Neapel aus dem Hause Aragón

Das Castello Aragonese im süditalienischen Tarent, auch Castel Sant’Angelo genannt, befindet sich auf einer kleinen Insel namens Isola del Borgo Antico, die durch einen etwa 70 Meter breiten Kanal vom Festland Tarents getrennt ist. In seiner mehr als 1000-jährigen Geschichte diente es nicht immer nur zur Verteidigung der Stadt, sondern wurde zeitweilig auch als Gefängnis genutzt.

## Geschichte
Der älteste Teil der Festung geht auf das Jahr 967 zurück als die Byzantiner den Bau zum Schutz vor den Angriffen der Sarazenen und der Republik Venedig begannen. Diese erste Befestigung bestand aus hohen, schmalen Türmen, die mit Lanzen, Pfeilen, Steinen und kochend heißem Öl verteidigt werden konnten.
1487 beauftragte Ferdinand I. von Aragón den aus Siena stammenden Architekten Francesco di Giorgio Martini die Festung zur derzeitigen Anlage zu erweitern. Infolge der Entdeckung des Schießpulvers wurden breite und niedrige Türme sowie Rampen oder Rutschen benötigt, die das einfache Verschieben der Kanonen von Turm zu Turm ermöglichten. Die neue Festung besaß sieben Türme, von denen vier über Kurtinen zu einem Viereck verbunden waren und die übrigen drei längs zum Graben bis zum Mare Piccolo standen. Später wurde die Festung vergrößert, indem sie an den auf Kosten der Gemeinde gebauten Turm Sant’Angelo angeschlossen wurde. Die runden und massiven Türme der Anlage waren jeweils 20 Meter breit und hoch. Das Castello besaß zwei Zugbrücken als Ausgänge: Auf der einen Seite die Ponte del Soccorso (deutsch: Hilfsbrücke), welche die Anlage mit dem heutigen Borgo, einem Vorstadtviertel der Neustadt, verbindet, auf der anderen Seite verband die Ponte dell’Avanzata (deutsch: Vormarschbrücke) die Festung mit dem Borgo Antico, einem Vorort der Altstadt, über einen künstlich angelegten Graben.

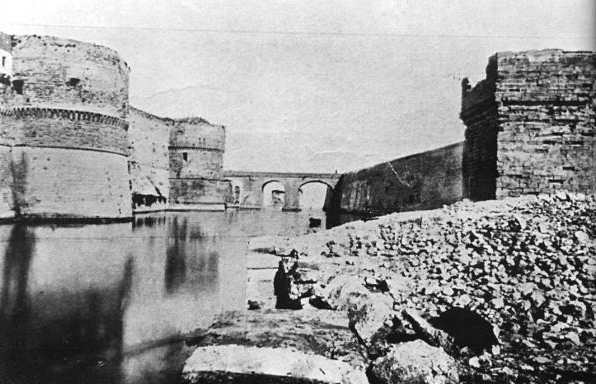
Wassergraben mit Castello Aragonese im Jahr 1880

Das Castello Aragonese wurde 1492 vollendet. Nachweis dafür ist eine eingemauerte Gedenktafel über der Porta Paterna, auf der, zusammen mit dem aragonesischen Wappen, auch die Jahreszahl zu sehen ist:

„Ferdinandus Rex Divi Alfonsi Filius Divi Ferdinandi Nepos Aragonius Arcem Ha(n)c Vetustate Collabente(m) Ad Im(pe)tus Tormentorum Substinene(n)dos Quae (Ni)mio Ferutur Spiritu In Ampliorem Firmioremq(ue) Formam Restituit Millesimo CCCCLXXXXII.“

Während der spanischen Besetzung (1502 bis Anfang des 18. Jahrhunderts) wurden die Wehranlagen verstärkt, indem der Graben verbreitert und eine Befestigung mit drei Türmen erbaut wurden.
Während der habsburgischen Zeit (Anfang des 18. Jahrhunderts) verlor die Festung ihre Bedeutung und wurde ab 1707 als Gefängnis genutzt. Erst in der napoleonischen Zeit (1806–1815) erhielt die Festung ihre ursprüngliche Funktion zurück.
1883 wurde einer der Türme, der sogenannte Turm Sant’Angelo abgerissen, um dem schiffbaren Kanal zwischen dem Mare Grande und dem Mare Piccolo sowie der heutigen Drehbrücke Platz zu machen. Seit 1887 befinden sich im Castello Aragonese Dienststellen der italienischen Marine.
Bereits zu Beginn des 20. Jahrhunderts begannen erste Restaurierungsarbeiten am Castello. Die letzten Maßnahmen fanden bis 2005 in den Innenräumen statt. Ziel war es, das Innere wieder in den Zustand der aragonesischen Zeit zurückzuversetzen. Das Castello beherbergt seit der letzten Restaurierung ein kleines Marinemuseum, dessen Schwerpunkt auf mittelalterlicher und neuzeitlicher Waffentechnik und Festungsbaukunst liegt.

## Beschreibung

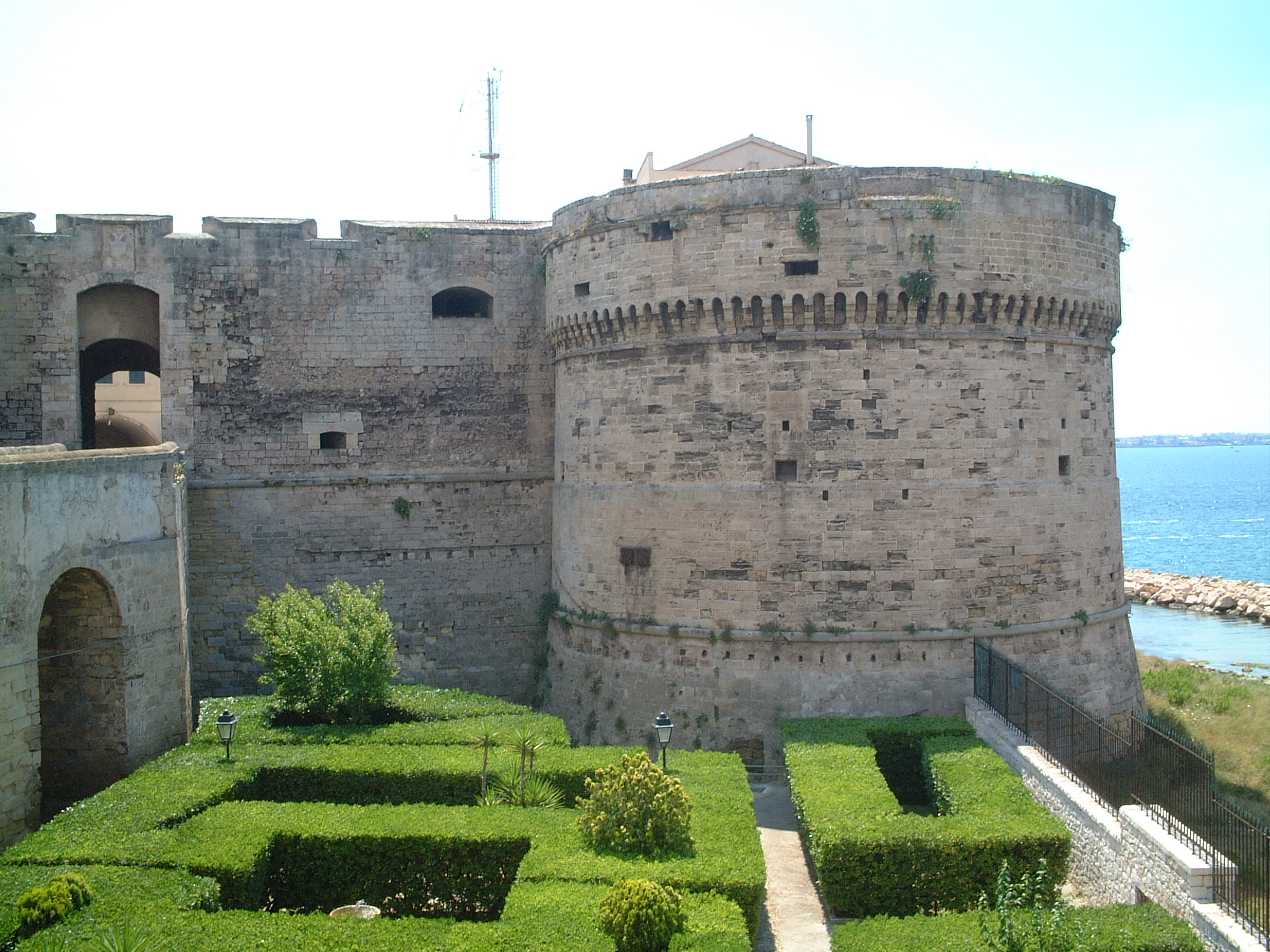
Der Torrione della Bandiera

Die Festung ist eine vieleckige Anlage, deren südlich gelegener Kern ein nahezu rechteckiger Bau mit Ecktürmen ist. Diese Türme tragen die Namen Torrione S. Cristoforo, Torrione S. Lorenzo, Torrione della Bandiera und Torrione dell’Annunziata. Ihre Außenmauern sind zwischen sieben und acht Metern dick. Über Gebäudeflügel sind die Türme miteinander verbunden und markieren auf diese Weise die Ecken eines weiträumigen Innenhofs. Der südlichen Kurtine ist zum offenen Meer hin eine dreieckige Struktur vorgebaut, die Rivellino genannt wird. Nördlich der Kernanlage befindet sich ein trapezförmiger Anbau, an dessen nördlichem Ende früher der Turm Sant’Angelo stand.
Im Inneren kann man die Sankt-Leonardo-Kapelle bewundern, die – nachdem sie im Laufe der Jahre zuerst der Wachmannschaft und dann auch als Stall gedient hatte – 1933 wieder geweiht wurde. Im Innern der Kapelle sind das Wappen des spanischen Königs Philipp II. und zwei Platten aus Carparo, einer typischen Steinart der Region, erhalten, die einen heiligen Bischof und einen mittelalterlich bewaffneten Krieger darstellen. Bei Ausgrabungen der Krypta im November 2003 wurden unter dem Fußboden Keramikscherben aus dem 13. und 14. Jahrhundert sowie eine Münze aus dem Jahr 1245 gefunden.